# Liste der Biografien/Pom
Liste der Biografien |
Portal Biografien |
Personensuche
# |
A |
B |
C |
D |
E |
F |
G |
H |
I |
J |
K |
L |
M |
N |
O |
P |
Q |
R |
S |
T |
U |
V |
W |
X |
Y |
Z |
?
 
Pa |
Pc |
Pe |
Pf |
Ph |
Pi |
Pj |
Pk |
Pl |
Pm |
Pn |
Po |
Pr |
Ps |
Pt |
Pu |
Pv |
Pw |
Py
 
Poa |
Pob |
Poc |
Pod |
Poe |
Pof |
Pog |
Poh |
Poi |
Poj |
Pok |
Pol |
Pom |
Pon |
Poo |
Pop |
Por |
Pos |
Pot |
Pou |
Pov |
Pow |
Pox |
Poy |
Poz
Die Liste der Biografien führt alle Personen auf, die in der deutschsprachigen Wikipedia einen Artikel haben. Dieses ist eine Teilliste mit 330 Einträgen von Personen, deren Namen mit den Buchstaben „Pom“ beginnt.

## Pom

### Poma
- Poma Anaguña, Eugenio (* 1944), methodistischer Bischof, Führer der Eingeborenenbewegung
- Poma, Anita (* 2004), peruanische Mittelstreckenläuferin
- Poma, Antonio (1910–1985), italienischer Geistlicher, Erzbischof von Bologna und Kardinal der Römischen Kirche
- Poma, Carlo (1823–1852), italienischer Arzt und Freiheitskämpfer
- Poma, Cesare (1862–1932), italienischer Diplomat, Numismatiker und Historiker
- Poma, Karel (1920–2014), belgischer Politiker (PVV)
- Poma, Marco (* 1946), italienischer Regisseur und Medienproduzent
- Poma, Rodolphe (1885–1954), belgischer Ruderer
- Poma, Tatiana (* 1998), bolivianische Mittel- und Langstreckenläuferin
- Pomacu, Cristina (* 1973), rumänische Langstreckenläuferin
- Pomagalski, Julie (1980–2021), französische Snowboarderin
- Pomahač, Bohdan (* 1971), tschechischer plastischer Chirurg
- Pomajda, Wojciech (* 1968), polnischer Politiker, Mitglied des Sejm
- Pomaney, Moise (* 1945), ghanaischer Dreispringer
- Pomar Salamanca, Arturo (1931–2016), spanischer Schachmeister
- Pomar, Bernat (1932–2011), spanischer Komponist und Violinist
- Pomar, Emília (1857–1944), portugiesische Schriftstellerin und Dichterin
- Pomar, Júlio (1926–2018), portugiesischer bildender Künstler
- Pomar, Mario (1920–1987), argentinischer Tangosänger
- Pomaré I. (1743–1803), König auf Französisch-Polynesien
- Pomaré II. († 1821), König auf Französisch-Polynesien
- Pomaré III. (1820–1827), König auf Französisch-Polynesien
- Pomaré IV. (1813–1877), Königin von Tahiti
- Pomaré V. (1839–1891), König von Tahiti
- Pōmare, Māui († 1930), neuseeländischer Arzt und Politiker
- Pomarede, Leon († 1892), franko-amerikanischer Panoramen-, Landschafts-, Genre-, Historien-, Miniatur- und Dekorationsmaler
- Pomares, Germán (1937–1979), nicaraguanischer Revolutionär und Mitbegründer des Nationalen Direktoriums der Frente Sandinista de Liberación Nacional
- Pomares, Nuria, spanische Tänzerin
- Pomàrico, Emilio (* 1954), argentinischer Komponist
- Pomarius, Samuel (1624–1683), deutscher lutherischer Theologe und Superintendent der Stadt Lübeck
- Pomarol, Alex, spanischer Physiker
- Pomaroli, Gustav (1884–1961), österreichischer Lehrer, Autor und Politiker (SPÖ), Landtagsabgeordneter, Mitglied des Bundesrates
- Pomasan, Jewgeni Walerjewitsch (* 1989), russischer Fußballtorhüter
- Pomaska, Agnieszka (* 1980), polnische Politikerin, Mitglied des Sejm
- Pomassl, Franz (* 1966), österreichischer Klangkünstler, Musiker, DJ, Labelbetreiber und Hochschullehrer
- Pomaßl, Gerhard (1929–1993), deutscher Bibliothekar
- Pomasun, Ilja Alexandrowitsch (* 1996), russischer Fußballspieler

### Pomb
- Pomba, Janiek (* 2000), surinamischer Langstreckenläufer
- Pombal, José Perez Júnior (* 1966), brasilianischer Herpetologe und Hochschullehrer
- Pomberger, Gustav (* 1949), österreichischer Informatiker
- Pomberger, Patrick (* 1974), liechtensteinischer Poolbillardspieler
- Pombo, Álvaro (* 1939), spanischer Dichter, Romanautor, Politiker und Aktivist
- Pombo, Ana (* 1969), portugiesische Biochemikerin und Hochschullehrerin
- Pombo, Rafael (1833–1912), kolumbianischer Schriftsteller und Diplomat
- Pombo, Richard (* 1961), US-amerikanischer Politiker

### Pome
- Pomeau, René (1917–2000), französischer Literaturhistoriker
- Pomeau, Yves (* 1942), französischer Physiker
- Pomeiske, Nikolaus Alexander von (1717–1785), preußischer Generalleutnant, Ritter des Ordens Pour le Mérite, Inhaber des Dragonerregiments Nr. 9
- Pomel, Auguste (1821–1898), französischer Geologe und Paläontologe
- Pomel, Thierry (* 1957), französischer Springreiter
- Pömer, Christian (* 1977), österreichischer Radrennfahrer und SportmanagerChristian Pömer (* 1977)

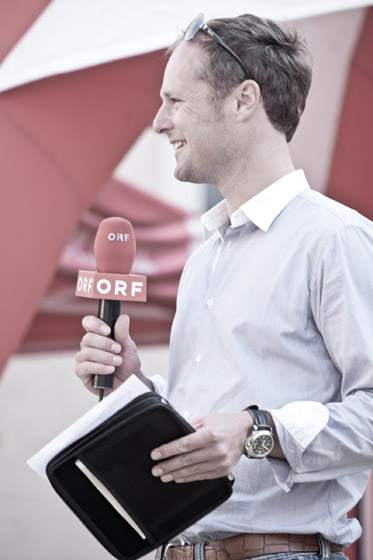
Christian Pömer (* 1977)

- Pömer, Georg Abraham (1584–1655), deutscher Patrizier, Ratsherr und Pfleger
- Pomer, Philipp (* 1997), österreichischer Fußballspieler
- Pomerance, Aubrey (* 1959), deutsch-kanadischer Judaist, Historiker und Archivar
- Pomerance, Carl (* 1944), US-amerikanischer Zahlentheoretiker
- Pomerance, Rocky (1927–1994), US-amerikanischer Polizist
- Pomerants, Marko (* 1964), estnischer Politiker
- Pomerantschuk, Isaak Jakowlewitsch (1913–1966), sowjetischer Physiker
- Pomerantsev, Peter (* 1977), britischer Journalist, Autor und Fernsehproduzent
- Pomeranz, Alberto, italienischer Pianist, Komponist und Musikpädagoge
- Pomeranz, Cäsar (1860–1926), österreichischer Chemiker
- Pomeranz, Chen (* 1984), deutsch-israelischer Handballspieler
- Pomeranz, Dina (* 1977), Schweizer Wirtschaftswissenschaftlerin
- Pomeranz, Felice (* 1957), US-amerikanische Harfenistin und Hochschullehrerin
- Pomeranz, Gil (* 1991), israelisch-deutscher Handballspieler
- Pomeranz, Grigori Solomonowitsch (1918–2013), russischer Philosoph und Kulturtheoretiker
- Pomeranz, Kenneth (* 1958), US-amerikanischer Historiker und Sinologe
- Pomeranzew, Alexander Nikanorowitsch (1849–1918), russischer Architekt
- Pomeranzew, Boris Iwanowitsch (1903–1939), sowjetischer Acarologe und Parasitologe
- Pomeranzew, Igor Jakowlewitsch (* 1948), russischer Schriftsteller
- Pomeranzewa, Erna Wassiljewna (1899–1980), russisch-sowjetische Folkloristin und Hochschullehrerin
- Pomerene, Atlee (1863–1937), US-amerikanischer Politiker
- Pomerene, James H. (1920–2008), US-amerikanischer Computeringenieur
- Pomerenke, Martin (* 1985), deutscher Volleyballspieler
- Pomerenke, Stefan (* 1973), deutscher Volleyballspieler
- Pomeri, Francesca (* 1993), italienische Wasserballspielerin
- Pomerius, Julianus, Geistlicher in Arles
- Pomerko, Alexei Sergejewitsch (* 1990), russischer Fußballspieler
- Pömerl, Bonus (1685–1734), österreichischer Zisterzienserabt
- Pomeroy, Arthur John (1953–2025), neuseeländischer Klassischer Philologe
- Pomeroy, Charles (1825–1891), US-amerikanischer Politiker
- Pomeroy, Earl (* 1952), amerikanischer Politiker
- Pomeroy, Frederick William (1856–1924), britischer Bildhauer
- Pomeroy, Herb (1930–2007), US-amerikanischer Jazz-Trompeter und Hochschullehrer
- Pomeroy, Jesse (1859–1932), US-amerikanischer MörderJesse Pomeroy (1859–1932)

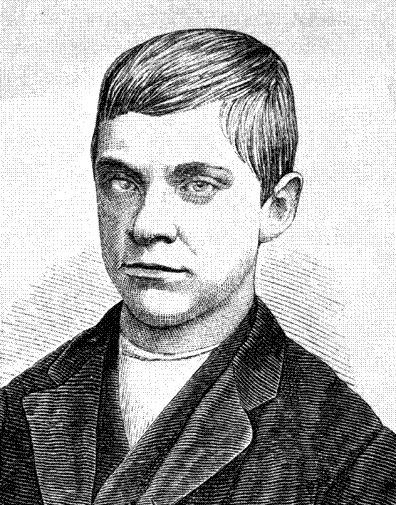
Jesse Pomeroy (1859–1932)

- Pomeroy, Jim (1952–2006), US-amerikanischer Motocrossrennfahrer
- Pomeroy, Roy (1892–1947), US-amerikanischer Filmtechnikpionier, -regisseur und -produzent
- Pomeroy, Samuel C. (1816–1891), US-amerikanischer Politiker
- Pomeroy, Sarah B. (* 1938), US-amerikanische klassische Philologin, Althistorikerin und Hochschullehrerin
- Pomeroy, Seth (1706–1777), britischer und amerikanischer General in den Franzosen- und Indianerkriegen und im Amerikanischen Unabhängigkeitskrieg
- Pomeroy, Theodore Medad (1824–1905), US-amerikanischer Politiker
- Pomers, Scarlett (* 1988), US-amerikanische SchauspielerinScarlett Pomers (* 1988)

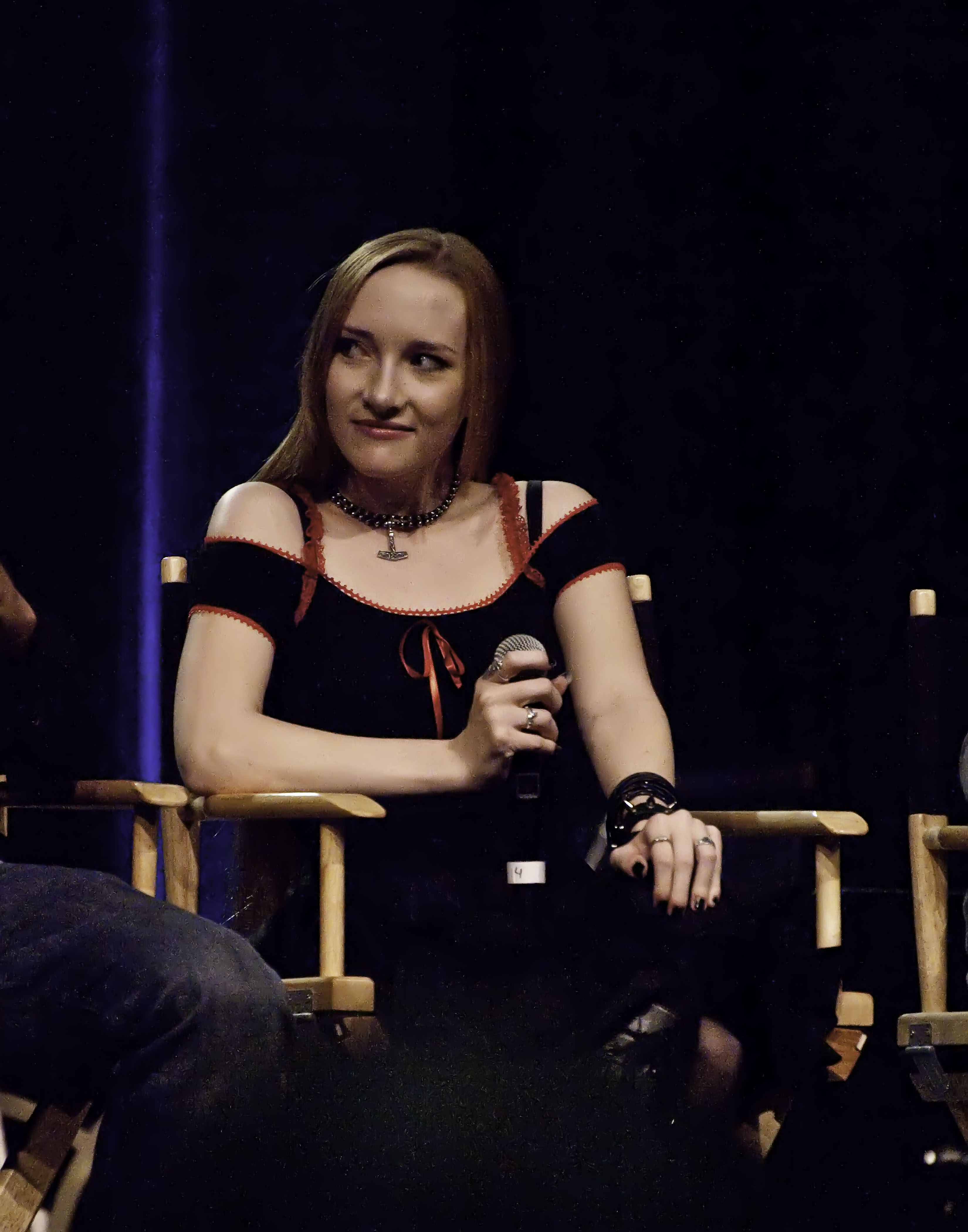
Scarlett Pomers (* 1988)

- Pomès, Mathilde (1886–1977), französische Dichterin, Romanistin und Übersetzerin
- Pomet, Pierre (1658–1699), französischer Drogerist
- Pometta, Angelo (1834–1876), Schweizer Arzt, Politiker, Gemeindepräsident und Tessiner Grossrat
- Pometta, Carlo (1896–1979), Schweizer Richter
- Pometta, Eligio (1865–1950), Schweizer Politiker und Heimatforscher
- Pometta, Francesca (1926–2016), Schweizer Diplomatin
- Pometta, Giuseppe (1872–1963), Schweizer Lehrer und Historiker
- Pometti, Ada (* 1942), italienische Schauspielerin
- Pometti, Oscar (* 1962), argentinischer Tangosänger und Gitarrist
- Pomey, François-Antoine (1618–1673), französischer Jesuit, Altphilologe, Romanist und Lexikograf
- Pomezny, Wilhelm (1887–1958), deutscher Politiker (SPD)

### Pomf
- Pomfret, Ernie (1941–2001), britischer Hindernisläufer

### Pomi
- Pomi, Guillermo, uruguayischer Diplomat und Ökonom
- Pomian, Krzysztof (* 1934), französisch-polnischer Philosoph, Historiker und Autor
- Pomiane, Édouard de (1875–1964), französischer Arzt, Biologe, Ernährungsphysiologe, Kochlehrer und Kochbuchautor
- Pomiankowski, Josef (1866–1929), österreichischer General im Ersten Weltkrieg
- Pomianowski, Jerzy (* 1960), polnischer Diplomat
- Pomilia, Stefano (* 1956), italienischer Filmregisseur und Drehbuchautor
- Pomilio, Amedeo (* 1967), italienischer Wasserballspieler
- Pomilio, Mario (1921–1990), italienischer Journalist und Schriftsteller
- Pominville, Jason (* 1982), US-amerikanisch-kanadischer Eishockeyspieler
- Pomirowski, Leon (1891–1943), polnischer Schriftsteller, Lyriker und Literaturkritiker
- Pomis, David de (* 1525), jüdischer Arzt und Grammatiker
- Pomis, Giovanni Pietro de († 1633), italienischer Maler, Medailleur, Giesser, Architekt und Festungsbaumeister

### Pomj
- Pomjalowski, Nikolai Gerassimowitsch (1835–1863), russischer Schriftsteller

### Pomm
- Pommaux, Yvan (* 1946), französischer Autor und Comiczeichner
- Pomme (* 1996), französische Sängerin und WebvideoproduzentinPomme (* 1996)

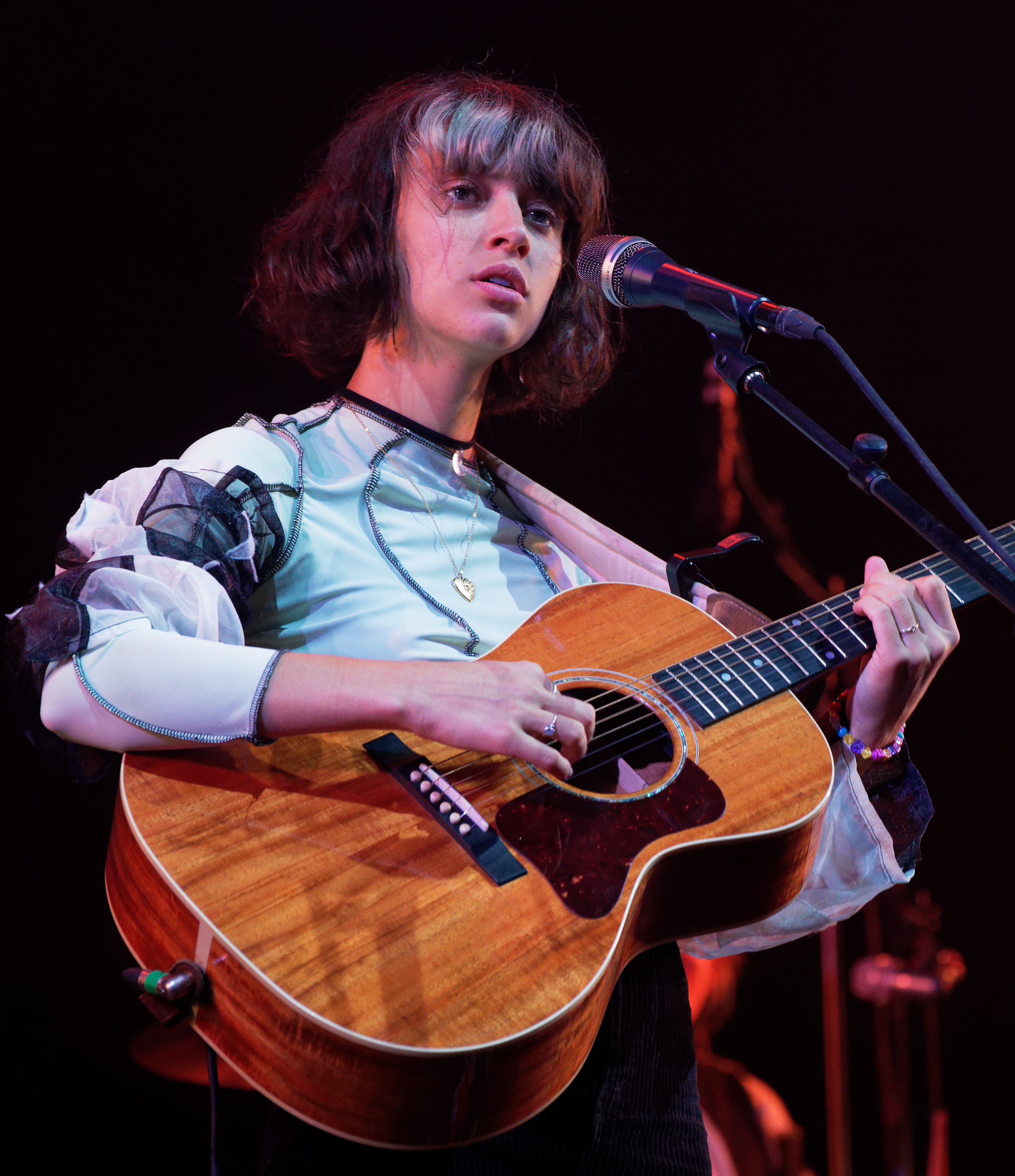
Pomme (* 1996)

- Pomme, Carl (1763–1831), Mitglied der Reichsstände des Königreichs Westphalen
- Pomme, Kurt (* 1899), deutscher SS-Führer und Polizeibeamter
- Pommê, Mauricio (* 1970), brasilianischer Rollstuhltennisspieler
- Pomme, Pierre (1735–1812), französischer Arzt
- Pommer Esche, Adolf von (1804–1871), preußischer Beamter
- Pommer Esche, Albert von (1837–1903), preußischer Beamter und Oberpräsident der Provinz Sachsen
- Pommer Esche, Johann Friedrich von (1803–1870), preußischer Beamter
- Pommer, Albert (1886–1946), deutscher Filmproduzent und Produktionsleiter
- Pommer, Birgit (* 1959), deutsche Politikerin (SED/PDS/Die Linke)Birgit Pommer (* 1959)

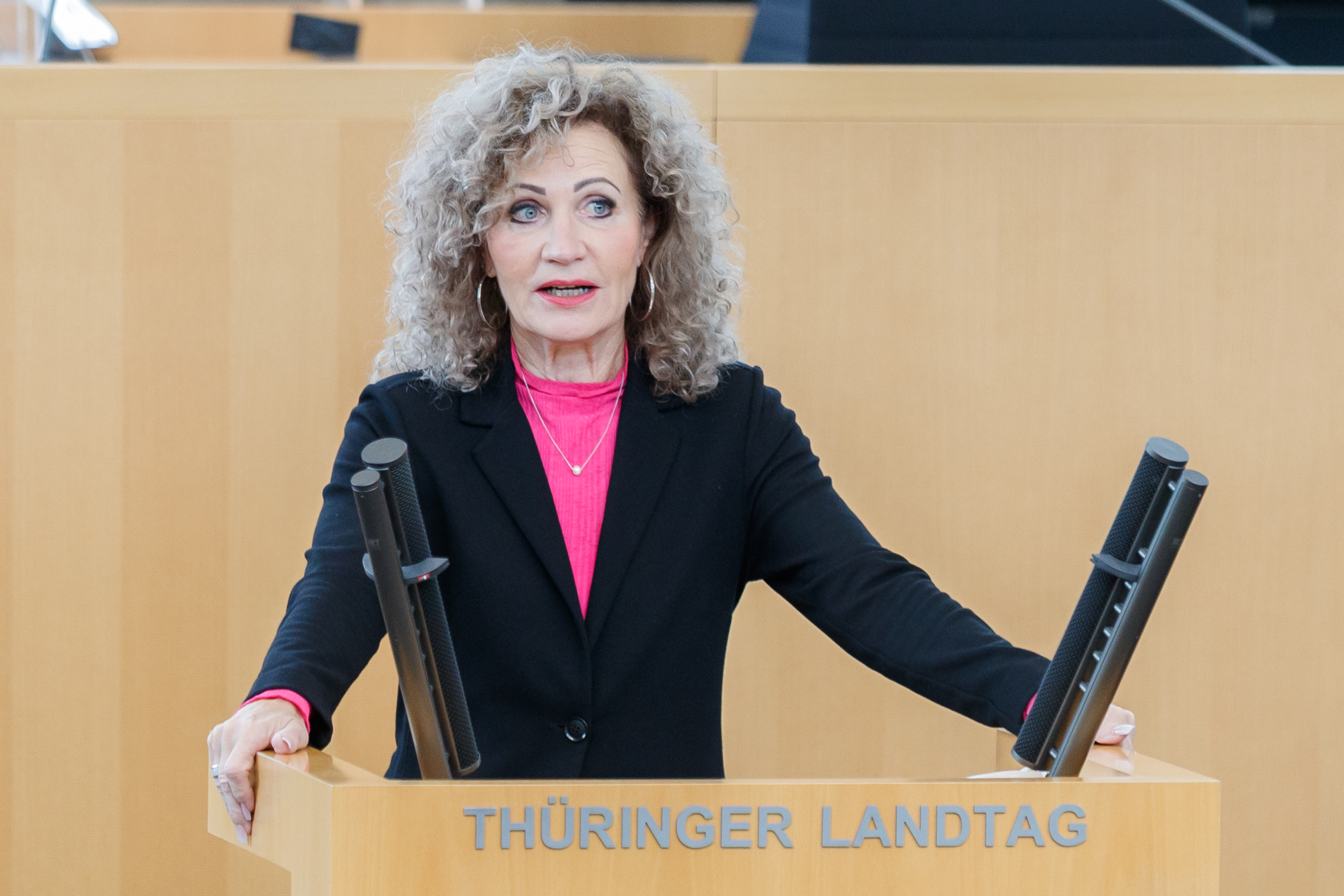
Birgit Pommer (* 1959)

- Pommer, Christoph Friedrich von (1787–1841), württembergischer Militärarzt und Professor der Physiologie und Pathologie in Zürich
- Pommer, Claus (* 1969), deutscher Jurist und Politiker (parteilos)
- Pommer, David (* 1993), österreichischer Nordischer Kombinierer
- Pommer, Emil (1856–1933), deutscher Landesökonomierat und Agrarwissenschaftler
- Pommer, Erich (1889–1966), deutscher Filmproduzent (Metropolis, Der blaue Engel)
- Pommer, Georg (1815–1873), deutscher Maler, Kupfer- und Stahlstecher
- Pommer, Georg (* 1958), deutscher Pianist und Komponist
- Pommer, Gustav Adolf (1851–1935), österreichischer Mediziner
- Pommer, Harry (* 1933), deutscher Fußballspieler
- Pommer, Heinz (1929–2004), deutscher Offizier des Ministeriums für Staatssicherheit und Sportfunktionär
- Pommer, Helmuth (1883–1967), österreichischer evangelischer Pfarrer
- Pommer, Horst (1919–1987), deutscher Chemiker
- Pommer, Jan (* 1970), deutscher Jurist
- Pommer, John (1916–2014), deutscher Regieassistent und Produktionsmanager
- Pommer, Josef (1845–1918), österreichischer Volksliedforscher und Politiker
- Pommer, Julius (1853–1928), deutscher Verwaltungsbeamter
- Pommer, Kurt (1904–1993), deutscher Maschinenbauingenieur
- Pommer, Markus (* 1991), deutscher Automobilrennfahrer
- Pommer, Max (1847–1915), deutscher Architekt und BauunternehmerMax Pommer (1847–1915)

Max Pommer (1847–1915)

- Pommer, Max (* 1936), deutscher Chor- und Orchesterdirigent sowie Musikwissenschaftler
- Pommer, Maximilian (* 1997), deutscher Fußballspieler
- Pommer, Reinhold (1935–2014), deutscher Radrennfahrer
- Pommer, Thomas (* 1973), deutscher Fernsehmoderator und -produzent
- Pommer-Esche, Rudolf von (1872–1952), deutscher Verwaltungsjurist
- Pommer-Uhlig, Maria (* 1896), deutsche Kostümbildnerin
- Pommerat, Joël (* 1963), französischer Schauspieler, Regisseur, Theaterintendant und Autor von Bühnenwerken
- Pommerehne, Werner (1943–1994), deutscher Finanzwissenschaftler
- Pommerencke, Heinrich (1821–1873), deutscher Maler
- Pommerenicke, Bernd Hans Heinrich (1796–1872), preußischer Generalmajor
- Pommerening, Helmut (* 1902), deutscher Polizeifunktionär und SS-Führer
- Pommerening, Ingo (1935–2021), deutscher Anglist und Hochschullehrer
- Pommerening, Klaus (1946–2023), deutscher Hochschullehrer und Kryptologe
- Pommerening, Michael (* 1950), deutscher Rechtsanwalt und Heimatforscher
- Pommerening, Tanja (* 1969), deutsche Pharmaziehistorikerin und Ägyptologin
- Pommerenke, Artur (1925–2018), deutscher NDPD-Funktionär
- Pommerenke, Christian (1933–2024), deutscher Mathematiker
- Pommerenke, Heinrich (1937–2008), deutscher Gewaltverbrecher und Serienmörder
- Pommerenke, Jürgen (* 1953), deutscher FußballspielerJürgen Pommerenke (* 1953)

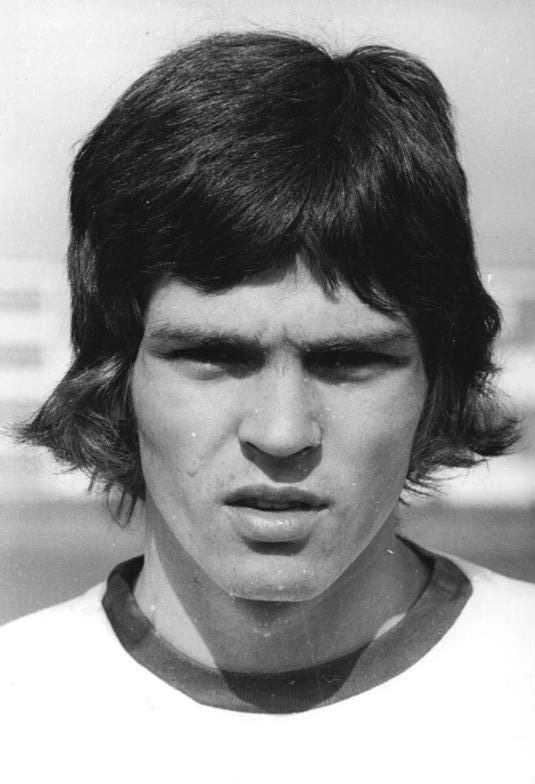
Jürgen Pommerenke (* 1953)

- Pommerenke, Kurt, deutscher Radrennfahrer
- Pommerenke, Nico (* 1990), deutscher Moderator, Reporter, Kommentator und Unternehmer
- Pommerenke, Siegfried (1933–2016), deutscher Politiker (SPD), MdL, Gewerkschafter
- Pommeresch, Johann (1624–1689), deutscher Rechtswissenschaftler
- Pommerhanz, Karl (* 1857), österreichischer Comiczeichner und -autor
- Pommerien, Sarah (* 1992), deutsche Sportschützin
- Pommerien, Wilfried (* 1954), deutscher Arzt und Hochschullehrer
- Pommerin, Reiner (1943–2024), deutscher Historiker und Hochschullehrer
- Pommern, Christoph von, Propst der Kollegiatstifte in Stettin, Greifswald und Güstrow
- Pommersheim, John M. (* 1964), amerikanischer Diplomat
- Pommert, Jochen (1929–2019), deutscher Politiker (SED) und Journalist
- Pommery, Jules (* 2001), französischer Leichtathlet
- Pommier, Jean (1893–1973), französischer Literaturwissenschaftler und Romanist
- Pommier, Jean-Louis (* 1960), französischer Jazzmusiker (Posaune, Komposition)
- Pommy Vega, Janine (1942–2010), US-amerikanische Dichterin

### Pomo
- Pomodimo, Paulin (* 1954), zentralafrikanischer Geistlicher und emeritierter römisch-katholischer Erzbischof von Bangui
- Pomodoro, Arnaldo (1926–2025), italienischer BildhauerArnaldo Pomodoro (1926–2025)

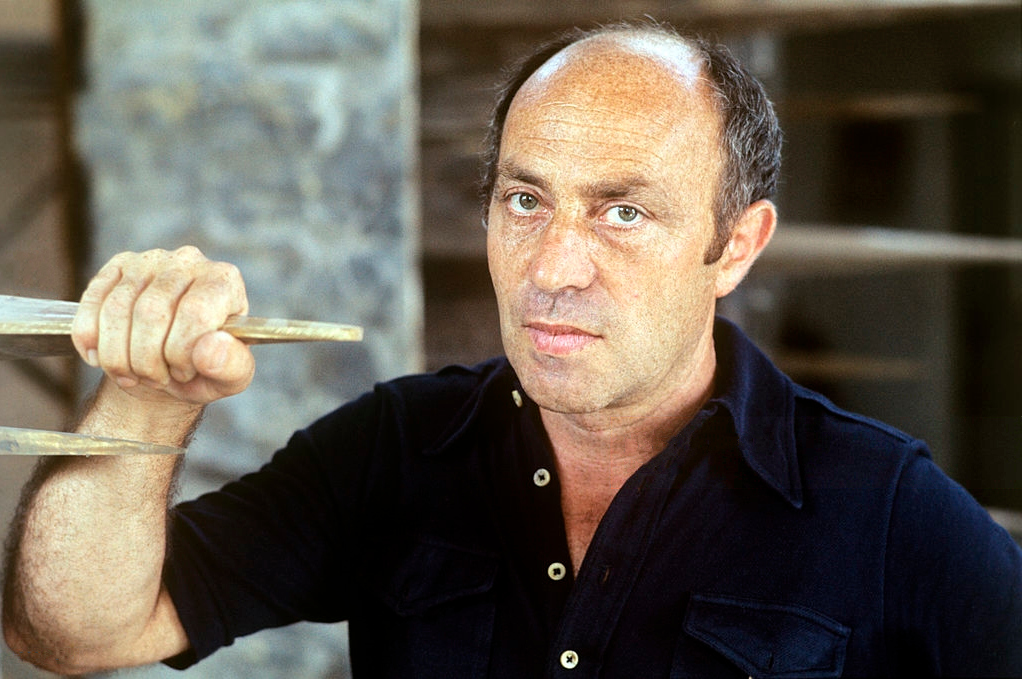
Arnaldo Pomodoro (1926–2025)

- Pomodoro, Giò (1930–2002), italienischer Bildhauer, Reliefkünstler und Architekt
- Pomorin, Jürgen (* 1953), deutscher Journalist, Schriftsteller und Drehbuchautor
- Pomorin, Sibylle (* 1956), deutsche Jazzmusikerin und Komponistin
- Pomorisac, Dean (* 1988), österreichischer Handballspieler
- Pomorzew, Michail Michailowitsch (1851–1916), Luftschiffer, Meteorologe und Erfinder
- Pomoschtschnikow, Sergei Michailowitsch (* 1990), russischer Straßenradrennfahrer

### Pomp
- Pomp, Anton (1888–1953), deutscher Metallurg und wissenschaftliches Mitglied der Max-Planck-Gesellschaft
- Pomp, Curt (1933–2023), deutscher Bildhauer und Restaurator
- Pomp, Dirck Gerritz (1544–1608), niederländischer Seefahrer
- Pomp, Herbert (1909–1980), deutscher Parteifunktionär (KPD/SED), Widerstandskämpfer
- Pomp, Manfred (* 1964), deutscher Fußballspieler
- Pomp, Paul (1886–1925), preußischer Jurist und Landrat
- Pompa, Generoso (* 1952), italienischer Kunstmaler
- Pompa, Lorenzo (* 1962), deutscher Künstler
- Pompa-Baldi, Antonio (* 1974), italienisch-US-amerikanischer Pianist
- Pompadour, Geoffroi III. de (1430–1514), französischer katholischer Geistlicher
- Pompadour, Madame de (1721–1764), Mätresse Ludwigs XV.Madame de Pompadour (1721–1764)

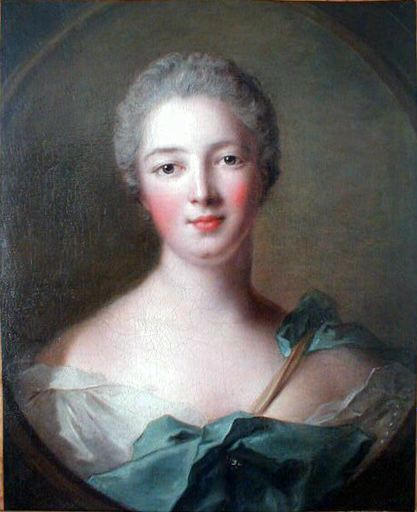
Madame de Pompadour (1721–1764)

- Pompallier, Jean-Baptiste (1802–1871), erster römisch-katholischer Bischof in Neuseeland
- Pompanin, Alois (1889–1966), römisch-katholischer Priester und Generalvikar der Diözese Bozen-Brixen
- Pompanin, Rosa (* 1984), italienische Curlerin
- Pompe van Meerdervoort, Johan (1829–1908), niederländischer Mediziner
- Pompe, Adolf (1831–1889), deutscher evangelischer Theologe und Dichter
- Pompe, Hans-Hermann (* 1955), deutscher Pfarrer und Generalsekretär der Arbeitsgemeinschaft Missionarische Dienste
- Pompe, Joannes Cassianus (1901–1945), niederländischer Pathologe und Erstbeschreiber der Stoffwechselerkrankung Morbus Pompe
- Pompe, Kurt (1899–1964), deutscher KZ-Wächter
- Pompe, Luise (1908–2022), österreichische Supercentenarian
- Pompe, Matthias (* 1984), deutscher Volleyball- und Beachvolleyballspieler
- Pompe-Niederführ, Ilse (1904–1986), österreichische Bildhauerin
- Pompeati, Arturo (1880–1961), italienischer Italianist und Literarhistoriker
- Pompeckj, Josef Felix (1867–1930), deutscher Paläontologe und Geologe
- Pompedda, Mario Francesco (1929–2006), italienischer Kurienkardinal der römisch-katholischen Kirche
- Pompei, Vincenz von (1763–1849), bayerischer Offizier, zuletzt Generalmajor
- Pompeia, zweite Frau Gaius Iulius Caesars
- Pompeia, Schwester des Gnaeus Pompeius Magnus
- Pompeia, Tochter des Gnaeus Pompeius Magnus
- Pompeia, Tochter des Sextus Pompeius
- Pompeia Gemella, Amme und Gouvernante des Kaisers Titus
- Pompeia Helena, römische Goldschmiedin
- Pompeia Paulina, zweite Gattin Senecas
- Pompeiu, Dimitrie (1873–1954), rumänischer Mathematiker
- Pompeius, antiker römischer Toreut
- Pompeius Albinus, Titus, römischer Offizier (Kaiserzeit)
- Pompeius Asper, Marcus, römischer Offizier (Kaiserzeit)
- Pompeius Collega, Sextus, römischer Politiker, Konsul 93 n. Chr.
- Pompeius Falco, Quintus, Feldherr und Politiker unter den Kaisern Trajan und Hadrian
- Pompeius Faventinus, Lucius, römischer Ritter (Kaiserzeit)
- Pompeius Longinus, Gnaeus Pinarius Aemilius Cicatricula, römischer Senator
- Pompeius Magnus, Gnaeus (106 v. Chr.–48 v. Chr.), römischer Politiker und FeldherrGnaeus Pompeius Magnus (106 v. Chr.–48 v. Chr.)

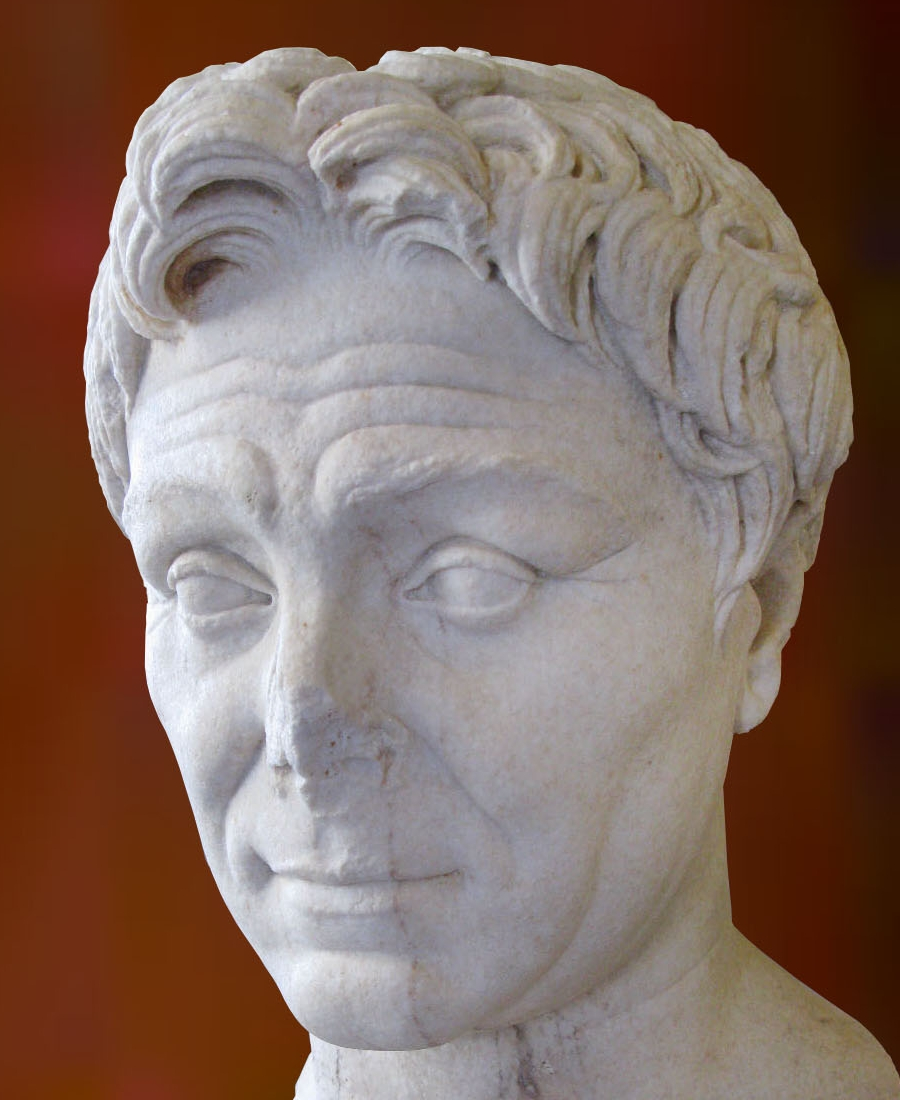
Gnaeus Pompeius Magnus (106 v. Chr.–48 v. Chr.)

- Pompeius Magnus, Gnaeus, Schwiegersohn des römischen Kaisers Claudius
- Pompeius Planta, Gaius, Präfekt der Provinz Ägypten, Römischer Offizier (Kaiserzeit)
- Pompeius Pollio, Marcus, römischer Offizier (Kaiserzeit)
- Pompeius Pompeianus, Gnaeus, römischer Ritter (Kaiserzeit)
- Pompeius Priscus, Tiberius, römischer Ritter (Kaiserzeit)
- Pompeius Probus, spätantiker römischer Politiker; Konsul (310)
- Pompeius Rufus, Quintus, römischer Politiker, Prätor 63 v. Chr.
- Pompeius Rufus, Quintus, römischer Politiker, Volkstribun 52 v. Chr.
- Pompeius Rufus, Quintus († 88 v. Chr.), römischer Nobilis, Schwiegervater Caesars
- Pompeius Rufus, Quintus († 88 v. Chr.), römischer Politiker, Konsul 88 v. Chr.
- Pompeius Sabinus, Sextus, römischer Offizier (Kaiserzeit)
- Pompeius Saturninus, Gaius, römischer Offizier (Kaiserzeit)
- Pompeius Senecio Sosius Priscus, Quintus, römischer Konsul 169 und Pontifex
- Pompeius Senior, Lucius, römischer Offizier (Kaiserzeit)
- Pompeius Silvanus Staberius Flavianus, Marcus, römischer Senator und Konsul (45)
- Pompeius Sosius Falco, Quintus, römischer Konsul 193
- Pompeius Sosius Priscus, Quintus, römischer Konsul 149
- Pompeius Strabo, Gnaeus († 87 v. Chr.), römischer Politiker
- Pompeius Trogus, römischer Historiker aus dem Gebiet der Vocontier in der Provinz Gallia Narbonensis
- Pompeius Urbicus († 48), römischer Ritter
- Pompeius Vopiscus, Lucius, römischer Suffektkonsul 69
- Pompeius, Flavius († 532), oströmischer Patricius und Neffe des Kaisers Anastasios I
- Pompeius, Gnaeus, römischer Suffektkonsul 31 v. Chr.
- Pompeius, Gnaeus der Jüngere († 45 v. Chr.), römischer Politiker und GeneralGnaeus Pompeius der Jüngere († 45 v. Chr.)

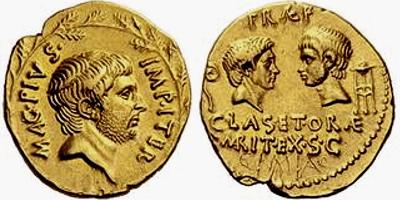
Gnaeus Pompeius der Jüngere († 45 v. Chr.)

- Pompeius, Nikolaus (1591–1659), deutscher Philologe und Mathematiker
- Pompeius, Quintus, römischer Konsul und Zensor
- Pompeius, Sextus, römischer Konsul 35 v. Chr.
- Pompeius, Sextus, römischer Konsul und Prokonsul
- Pompeius, Sextus († 35 v. Chr.), römischer Feldherr und Politiker
- Pompejus, Franz († 1811), deutscher Verleger, Drucker und Buchhändler in Glatz
- Pompeo, Ellen (* 1969), US-amerikanische SchauspielerinEllen Pompeo (* 1969)

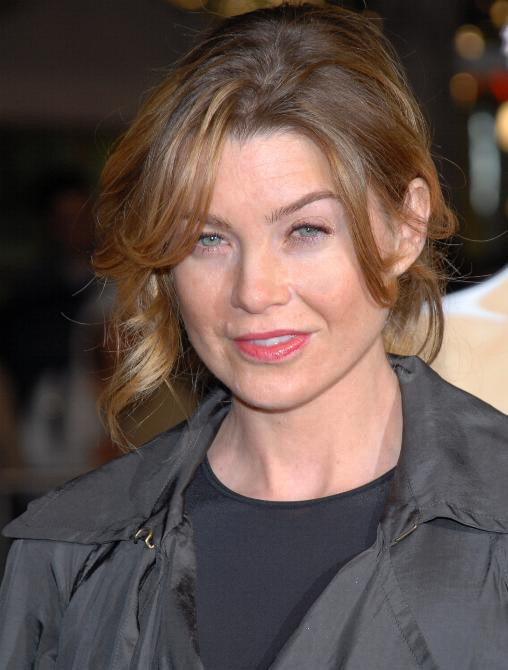
Ellen Pompeo (* 1969)

- Pompeo, Mike (* 1963), US-amerikanischer Politiker
- Pomper, Franz (1931–2007), österreichischer Politiker (SPÖ), Landtagsabgeordneter im Burgenland, Mitglied des Bundesrates
- Pomper, Harald (* 1976), österreichischer Kabarettist
- Pomper, Josef (1878–1935), österreichischer Politiker (Landbund), Landtagsabgeordneter, Landtagspräsident und Landesrat im Burgenland
- Pompéry, Sophia (* 1984), deutsche Malerin
- Pompetzki, Marek (* 1978), deutscher Musikproduzent
- Pompetzki, Peter (1970–1993), deutscher Mörder
- Pompey, Aliann (* 1978), guyanische Sprinterin
- Pompeÿ, Heinrich (* 1936), deutscher Theologe und Caritaswissenschaftler
- Pompey, Marlon (* 1983), kanadischer Basketballspieler
- Pompidou, Claude (1912–2007), französische Frau, First Lady Frankreichs
- Pompidou, Georges (1911–1974), französischer Politiker, Mitglied der Nationalversammlung und StaatspräsidentGeorges Pompidou (1911–1974)

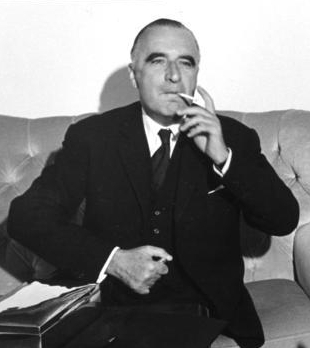
Georges Pompidou (1911–1974)

- Pompidou, Xavier (* 1972), französischer Automobilrennfahrer
- Pompignan, Jean-Jacques Lefranc de (1709–1784), französischer Schriftsteller
- Pompili, Barbara (* 1975), französische Politikerin (Parti écologiste), Abgeordnete der französischen Nationalversammlung Staatssekretärin für Biodiversität
- Pompili, Basilio (1858–1931), Kardinal der römisch-katholischen Kirche
- Pompili, Domenico (* 1963), italienischer Geistlicher, römisch-katholischer Bischof von Verona
- Pompl, Rüdiger (* 1944), deutscher Politiker (CSU)
- Pomplun, Horst (1947–2023), deutscher Personenschützer, Unternehmer, Buchautor und Verleger
- Pomplun, Kurt (1910–1977), deutscher Heimatforscher und Denkmalpfleger
- Pömpner, Paul (1892–1934), deutscher Fußballspieler
- Pompon, François (1855–1933), französischer Bildhauer
- Pomponazzi, Pietro (1462–1525), italienischer Philosoph
- Pomponi, Francis (1939–2021), französischer Historiker
- Pomponia Graecina, römische Christin und Ehefrau von Aulus Plautius
- Pomponianus, römischer Senator (?)
- Pomponio, Graciela (1926–2007), argentinische Gitarristin
- Pomponius, antiker römischer Toreut
- Pomponius Antistianus Funisulanus Vettonianus, Titus, römischer Suffektkonsul (121)
- Pomponius Augurinus Titus Prifernius Paetus, Aulus, römischer Offizier (Kaiserzeit)
- Pomponius Bassulus, Marcus, römischer Übersetzer, Komödienschreiber
- Pomponius Bassus, römischer Konsul 259 und 271
- Pomponius Bassus, römischer Politiker und Senator
- Pomponius Bassus, Titus, römischer Konsul 94
- Pomponius Camerinus, Gaius, römischer Konsul 138
- Pomponius Desideratus, römischer Offizier (Kaiserzeit)
- Pomponius Flaccus, Lucius, römischer Senator
- Pomponius Graecinus, Gaius († 38), römischer Senator
- Pomponius Ianuarianus, römischer Politiker und Konsul (288)
- Pomponius Laetus, Julius (1428–1498), italienischer Humanist
- Pomponius Mamilianus Rufus Antistianus Funisulanus Vettonianus, Titus, römischer Suffektkonsul (100)
- Pomponius Maternus, Lucius, römischer Suffektkonsul (97)
- Pomponius Matho, Marcus, plebejischer Ädil und Prätor
- Pomponius Mela, Geograph und Kosmograph römischer Zeit
- Pomponius Musa, Quintus, römischer Suffektkonsul (158)
- Pomponius Porphyrio, Grammatiker, Horazkommentator
- Pomponius Rufus Marcellus, Quintus, römischer Suffektkonsul (121)
- Pomponius Rufus, Quintus, römischer Offizier (Kaiserzeit)
- Pomponius Rufus, Quintus, römischer Suffektkonsul 95
- Pomponius Sanctianus, Quintus, römischer Offizier (Kaiserzeit)
- Pomponius Secundus, Publius, römischer Senator und Dichter
- Pomponius Secundus, Quintus, römischer Suffektkonsul 41
- Pomponius Silvanus, Lucius, römischer Suffektkonsul (121)
- Pomponius, Lucius, römischer Bühnenautor (Atellane)
- Pomponius, Marcus († 121 v. Chr.), Ritter, Freund des Gaius Sempronius Gracchus
- Pomponius, Sextus, römischer Jurist
- Pomponne, Simon Arnauld de (1618–1699), französischer Diplomat und Außenminister
- Pomportes, Laura (* 1989), französische Squashspielerin
- Pompougnac, Stéphane (* 1968), französischer House DJ, Musiker, Komponist und Produzent
- Pompucci, Leone (* 1961), italienischer Film- und Fernsehregisseur und Drehbuchautor

### Poms
- Poms, René (* 1975), österreichischer Fußballspieler, -trainer und -funktionär
- Pomsel, Brunhilde (1911–2017), deutsche Sekretärin und Stenografin

### Pomt
- Pomtow, Hans (1859–1925), deutscher Altphilologe, Epigraphiker und Gymnasiallehrer

### Pomu
- Pomus, Doc (1925–1991), US-amerikanischer Rock-’n’-Roll- und Pop-SingwriterDoc Pomus (1925–1991)

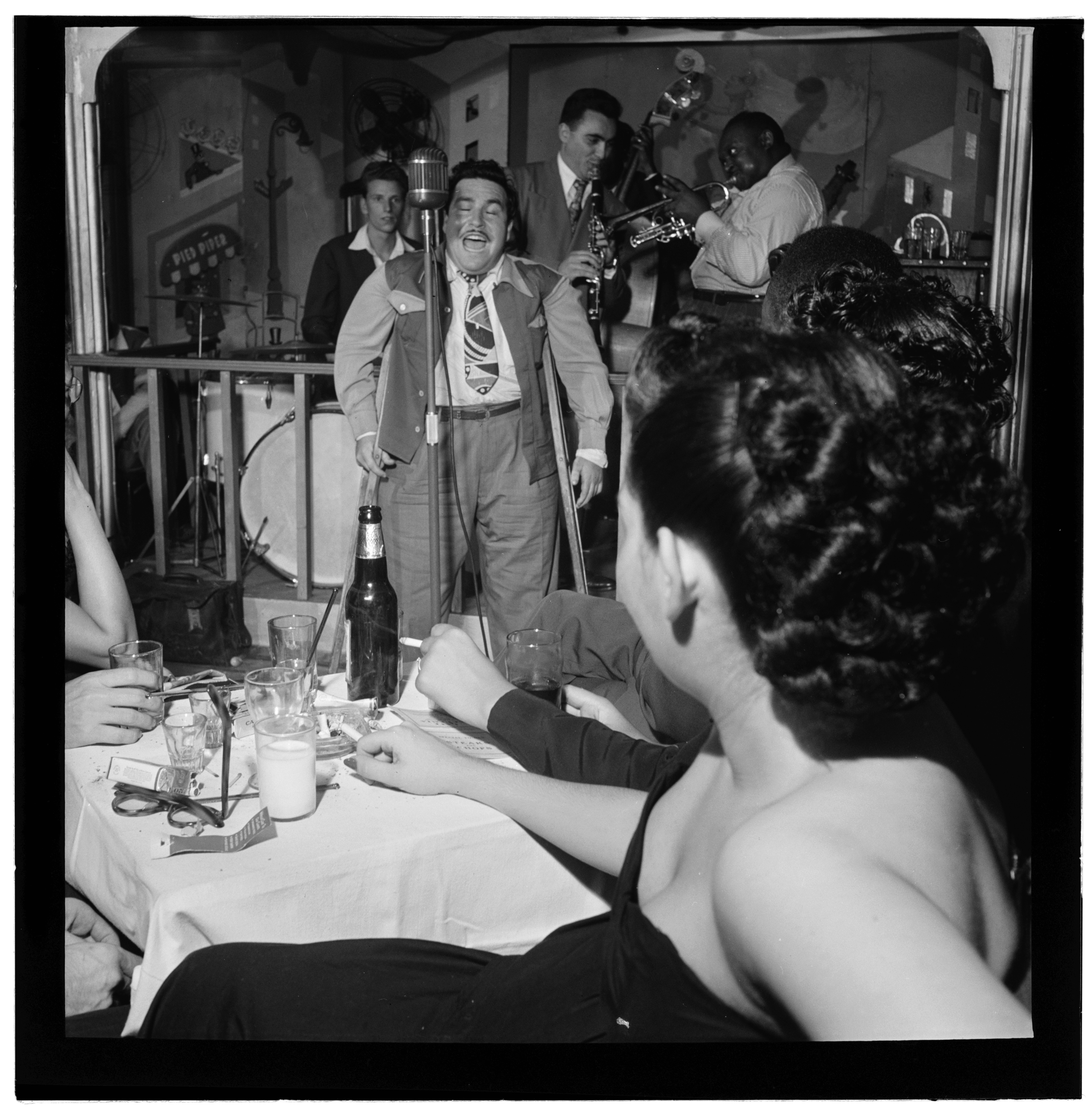
Doc Pomus (1925–1991)

- Pomutz, George († 1882), rumänisch-amerikanischer Soldat und Diplomat

### Pomy
- Pomykaj, Gerhard (* 1952), deutscher Regionalhistoriker
- Pomykal, Paxton (* 1999), US-amerikanischer Fußballspieler
- Pomykała, Dorota (* 1956), polnische Schauspielerin